# Berloque-Dermatitis
Die Berloque-Dermatitis ist eine Sonderform der phototoxischen Reaktion.
Die phototoxische Reaktion wird überwiegend durch bestimmte Pflanzen, Lebensmittel und Medikamente ausgelöst. Sie erhöhen die Wirkung des Strahleneffektes auf der Haut und es kann leicht ein Sonnenbrand entstehen.
Bei der Berloque-Dermatitis spielen bestimmte Pflanzenstoffe (Furocumarine) eine Rolle, die man häufig in Parfüm finden kann. Durch das Besprühen oder Betupfen der Haut und die anschließende Bestrahlung mit dem Sonnenlicht kommt es zu verbrennungsähnlichen Symptomen, wie Hautrötung, Schwellung und Blasenbildung. Später entstehen dauerhafte Pigmentflecken.
Die häufige Form ähnlich einer Berlocke (Schmuckanhänger) verlieh der Hautreaktion den Namen.
Siehe auch: Periorale Dermatitis, Seborrhoische Dermatitis, Dermatitis herpetiformis Duhring, Badedermatitis